# Cologne Challenger 1991
Il Cologne Challenger 1991 è stato un torneo di tennis facente parte della categoria ATP Challenger Series nell'ambito dell'ATP Challenger Series 1991. Il torneo si è giocato a Colonia in Germania dal 10 al 16 giugno 1991 su campi in terra rossa.

## Vincitori

### Singolare
Magnus Gustafsson ha battuto in finale  Marcos Górriz con il punteggio di 6–2, 4–6, 6–2

### Doppio
Brent Haygarth /  Byron Talbot hanno battuto in finale  Magnus Gustafsson /  Alexander Mronz con il punteggio di 7–5, 6–4